# Kroger St. Jude International 1993
Il Kroger St. Jude International 1993 è stato un torneo giocato sul cemento indoor del Racquet Club of Memphis a Memphis nel Tennessee. 
È stata la 92ª edizione del Torneo di Memphis, facente parte della categoria ATP Championship Series nell'ambito dell'ATP Tour 1993.

## Campioni

### Singolare maschile
Jim Courier ha battuto in finale   Todd Martin con il punteggio di 5–7, 7–6(4), 7–6(4)

### Doppio maschile
Todd Woodbridge /  Mark Woodforde hanno battuto in finale  Jacco Eltingh /  Paul Haarhuis con il punteggio di 6–4, 4–6, 6–3.